# Эквалайзер

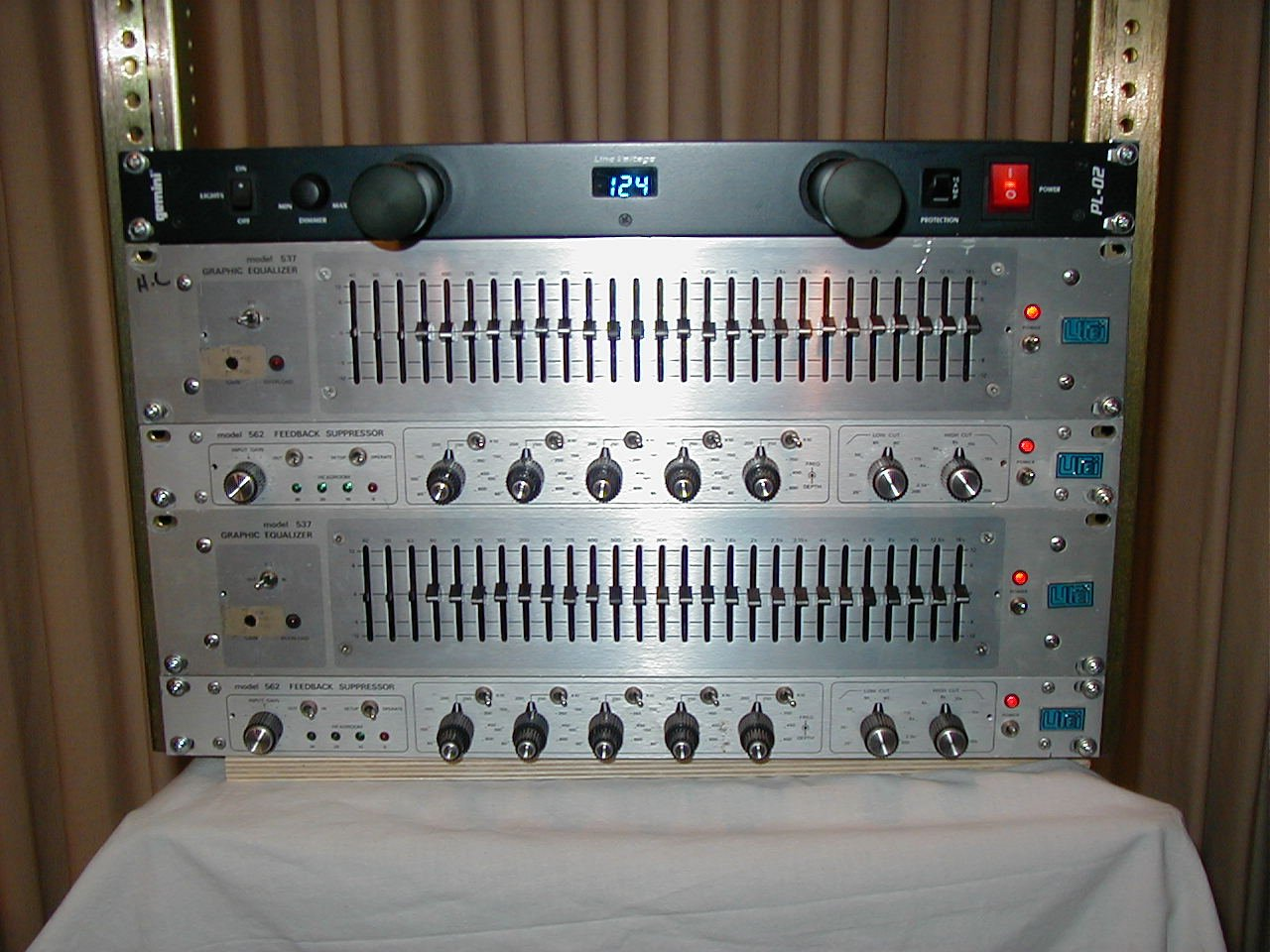
Профессиональный аналоговый графический и параметрический эквалайзер UREI

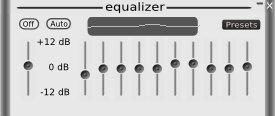
10-полосный эквалайзер в программе-аудиопроигрывателе QMMP

Эквала́йзер (англ. equalize — «выравнивать»; балансир, уравнитель; общее сокращение — «EQ»), также называется темброблок — радиоэлектронное устройство или компьютерная программа в составе высококлассных стереофонических комплексов (Hi-Fi), позволяющие избирательно корректировать амплитуду сигнала в зависимости от частотных характеристик (высоты, тембра звука). Во времена первых опытов звукозаписи студии были оснащены низкокачественными микрофонами и громкоговорителями, которые искажали звук, и эквалайзер применялся для его амплитудной коррекции по частотам. Однако в настоящее время эквалайзер является мощным средством для получения разнообразных тембров звука (то есть разных оттенков звучания).
Процесс обработки звукового сигнала посредством эквалайзера называется «эквализацией» (Equalization).
Эквалайзеры можно встретить как в бытовой, так и в профессиональной аудиотехнике. Эквалайзеры включены во многие компьютерные программы, связанные с воспроизведением и/или обработкой звука, — различные аудио- и видеопроигрыватели, редакторы и т. д. Многие электромузыкальные инструменты, инструментальные комбоусилители и педали эффектов также оснащаются эквалайзерами, хоть и менее функциональными.

## История
История эквалайзеров началась в 1930-х годах в Голливуде, когда появились первые фильмы со звуком. В то время многие обращали внимание на неестественное звучание музыки и голосов актёров. Одним из этих людей был Джон Волкман, который и применил первый эквалайзер для улучшения звучания звуковых систем в кинотеатре. До этого подобные эквалайзеру приборы использовались для коррекции звуковых потерь при передаче сигнала. Однако Волкман был первым, кто внедрил эквалайзер в звукоусилительную систему. Первый такой эквалайзер (EQ-251A) представлял собой прибор с двумя ползунками, каждый из которых имел переключатель выбора частот.
В то же время в голливудских студиях звукозаписи проводились эксперименты с эквалайзерами в целях постпродакшна и создания эффектов. Тогда компания Cinema Engineering разработала первый настоящий графический эквалайзер (модель 7080), который имел 6 полос, регулируемых в пределах 6 дБ с шагом в 1 дБ, а впоследствии — очень популярный в то время 7-полосный эквалайзер 9062A.
Во время Второй мировой войны в этой сфере наступило затишье, а в 1958 году профессор университета Уэйна Радмоуз успешно разработал и применил свою теорию акустической эквализации. После этого в 1962 году Радмоуз совместно со своим другом Боунером разработали акустический фильтр с очень высокой добротностью — так был разработан эквалайзер White, который помог Боунеру создать теорию акустической обратной связи и эквализации помещений.
В 1967 году Арт Дэвис (из Cinema Engineering), совместно с Джимом Ноблем и Доном Дэвисом, разработали первый набор пассивных 1/3-октавных фильтров, который был назван «Acousta-Voice». Эта система положила начало новой эры современной эквализации.
В течение последующих 20 лет произошёл буквально бум в разработках эквалайзеров: было создано большое разнообразие эквалайзеров с применением микросхем и других цифровых технологий.

## Типы эквалайзеров

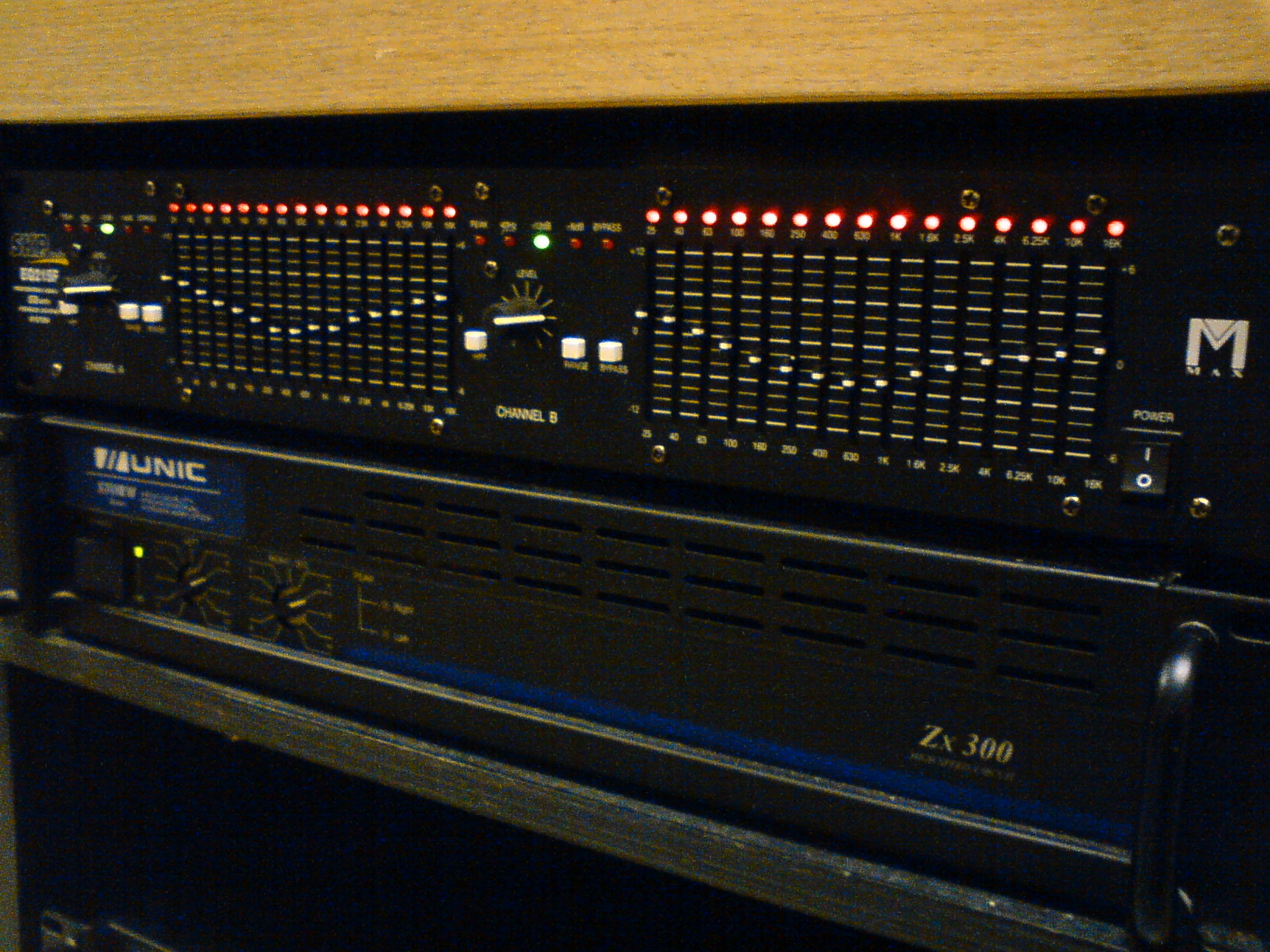
Двухканальный 15-полосный графический эквалайзер. Эквалайзер выставлен на распространённую настройку «Счастливое лицо», при которой средние частоты звука обрезаются.

Существует два основных типа многополосных эквалайзеров: графический и параметрический. Графический эквалайзер имеет определённое количество регулируемых по уровню частотных полос, каждая из которых характеризуется постоянной рабочей частотой, фиксированной шириной полосы вокруг рабочей частоты, а также диапазоном регулировки уровня (одинаковый для всех полос). Как правило, крайние полосы (самая низкая и высокая) представляют собой фильтры «полочного» типа, а все остальные имеют «колоколообразную» характеристику. Графические эквалайзеры, применяемые в профессиональных областях, обычно имеют 15 или 31 полосу на канал, и нередко оснащаются анализаторами спектра для удобства корректировки.
Параметрический эквалайзер дает гораздо большие возможности корректировки частотной характеристики сигнала. Каждая его полоса имеет три основных регулируемых параметра:
- Центральная (или рабочая) частота в герцах (Гц);
- Добротность (ширина рабочей полосы вокруг центральной частоты, обозначается буквой «Q») — «безразмерная» величина;
- Уровень усиления или ослабления выбранной полосы в децибелах (дБ).

Таким образом, пользователь может гораздо точнее подобрать нужную частоту и более точно её отрегулировать. Аналоговые параметрические эквалайзеры встречаются довольно редко и имеют малое количество регулируемых частотных полос. Однако достижения в цифровой обработке звукового сигнала способствовали появлению цифровых параметрических эквалайзеров с практически неограниченным количеством регулируемых частотных полос. Очень часто параметрические эквалайзеры могут служить в качестве одного из блоков обработки цифровых акустических процессоров. Более того, в цифровых параметрических эквалайзерах нередко имеются дополнительные параметры полос, такие как: тип фильтра, характер кривой и т. д.
Существуют эквалайзеры смешанного типа, которые можно встретить в микшерных консолях, где, к примеру, низкие и высокие частоты регулируются по типу графического эквалайзера «полочного» типа, а между ними находятся две полупараметрические полосы (без регулировки добротности).
Также встречаются гибриды, называемые «параграфическими» — это эквалайзер графического типа с регулировкой добротности.

## Принцип работы с эквалайзером и его применение
При работе с эквалайзером очень важно понимать, что усиление какой-либо частотной полосы приводит к усилению общего уровня аудиосигнала и чрезмерное усиление полос может зачастую привести к искажениям звукового сигнала. В связи с этим ослабление «ненужных» частот зачастую даёт более качественный результат, нежели усиление «нужных». Поэтому эквалайзером следует пользоваться очень аккуратно и не использовать его, если в этом нет очевидной надобности.
Эквалайзеры имеют широкий спектр применений. Основное их назначение сводится к получению адекватного (линейного) звучания исходного материала, частотная характеристика которого может искажаться из-за недостатков акустических систем, межблочных приборов обработки, параметров помещения и т. д.
Нередко эквалайзеры применяются в линиях сценических мониторов, основная проблема которых заключается в возникновении эффекта «обратной связи». В этом случае звукооператор использует многополосный графический эквалайзер для поиска резонансной частоты и её ослабления. Кроме того, с помощью эквалайзера можно ограничить частотный диапазон воспроизведения звука. Однако не все специалисты пользуются графическими эквалайзерами для устранения обратной связи, так как для этого существуют специальные приборы — цифровые автоматические подавители обратной связи, которые, по сути, представляют собой параметрический эквалайзер с автоматическим подбором резонансной частоты, а их фильтры имеют очень высокую добротность.
Многие музыканты во время записи или выступлений используют различные эквалайзеры для получения неповторимого звучания своих инструментов, а также особых эффектов, связанных с ярким выделением специфических частотных полос. Например, убрав с помощью эквалайзера все низкие и высокие частоты, оставив только средний диапазон, можно получить эффект «старого радиоприемника».
Практически все диджеи во время сетов активно пользуются эквалайзерами на микшерных пультах, опять же для создания определённых эффектов.
Ещё одно фундаментальное применение эквалайзера — частотная коррекция звуковоспроизведения стационарных звукоусилительных систем в зависимости от акустических параметров помещения. На частотную характеристику звука влияет множество факторов: размеры и форма помещения, покрытие стен, количество зрителей в зале и многое другое — все это может сильно изменять частотную характеристику воспроизводимого материала. В этом случае специалисты используют три основных компонента: высокоточный измерительный микрофон, анализатор спектра и эквалайзер. Все это позволяет им выяснить, какие частоты «пропадают» в данном помещении, а какие выделяются, и в соответствии с этим произвести коррекцию.
В студиях звукозаписи эквалайзеры в виде отдельных приборов применяются нечасто. Это связано с тем, что современные студии оснащаются оборудованием, которое практически не искажает частотную характеристику записываемого материала. Однако при цифровом сведении и мастеринге через программный эквалайзер «проходят» практически все треки, но, как правило, для того, чтобы убрать или ослабить ненужные частоты, которые могут помешать чистоте полученного микса. Особенно это касается голоса (вокала), который имеет довольно узкий частотный диапазон, а также некоторые недостатки, которые могут быть связаны с артикуляцией и манерой исполнения.

## Принцип работы подавителя обратной связи
Как правило, подавители обратной связи представляют собой многополосные эквалайзеры с функцией автоматического определения «проблемной» частоты и изменения её громкости. Подавители могут работать в разных режимах и по-разному решать проблему.

Пример:
обратная связь возникает на частоте 1500 Гц. В автоматическом режиме прибор непрерывно сканирует весь частотный спектр сигнала на наличие обратной связи, находит её на частоте 1,5 кГц, после чего ослабляет уровень громкости этой частоты до оптимального состояния и запоминает эту частоту. После этого обратная связь на 1,5 кГц больше не появляется.